# بیلی رید (بازیکن فوتبال، زاده ۱۹۸۶)
بیلی رید (انگلیسی: Billy Reid؛ زادهٔ ۱۱ ژانویهٔ ۱۹۸۶) بازیکن فوتبال اهل بریتانیا است.